# Афанасьев, Фёдор Трофимович
Фёдор Трофи́мович Афана́сьев (1923, с. Малое Алдаркино, Самарская губерния, СССР (ныне Самарская область России) − 24 июня 1944 (по другим источникам 23 июня 1944), Витебская область, СССР (ныне Белоруссия)), участник Великой Отечественной войны, Герой Советского Союза, гвардии лейтенант. 

## Биография
Родился в 1923 году в селе Малое Алдаркино ныне Борского района Самарской области в семье крестьянина. Чуваш. Окончил 8 классов школы, затем фабрично-заводское училище. Работал в Ленинграде.
Призван в Красную Армию в марте 1942 года Петровским РВК Куйбышевской области. Окончил Куйбышевское пехотное училище. С марта 1944 года — в действующей армии. Гвардии лейтенант Ф.Т. Афанасьев воевал на 1-м Прибалтийском фронте в должностях командира взвода и командира роты 201-го гвардейского стрелкового полка (67-я гвардейская стрелковая дивизия).  
Отличился при форсировании Западной Двины. 22 июня 1944 года 67-я гвардейская дивизия перешла в наступление. Рота Ф.Т. Афанасьева стремительным броском ворвалась в окопы противника, уничтожила более двадцати вражеских солдат и закрепилась. За последующие двое суток рота отразила пятнадцать контратак противника, удержав захваченные позиции. 
При дальнейшем продвижении рота одной из первых достигла Западной Двины, с ходу форсировала реку на подручных плавсредствах и захватила плацдарм. Был занят первый ряд траншей противника, шёл бой за расширение плацдарма, в ходе которого Фёдор Афанасьев погиб.
Похоронен северо-западнее деревни Тропина Шумилинского района Витебской области, на могиле был установлен обелиск.

В наградном листе, подписанном командиром дивизии гвардии генерал-майором А. И. Баксовым говорится:
«За героизм, мужество и умелое руководство ротой при форсировании Западной Двины и расширение плацдарма гвардии лейтенант Ф. Т. Афанасьев достоин присвоения звания Героя Советского Союза (посмертно)».

## Награды
- Медаль «Золотая Звезда» Героя Советского Союза (22.07.1944, посмертно)
- Орден Ленина (22.07.1944, посмертно)

## Память
В школе, где учился Герой, был создан музей.